# Brivalls de Cornudella
Els Brivalls de Cornudella són una colla castellera de Cornudella de Montsant, al Priorat, refundada el 2012 i membre de la Coordinadora de Colles Castelleres de Catalunya com a «colla en formació» des del 18 de febrer del 2013. S'identifiquen pel color blau marí de la seva camisa. Inicialment, la colla va actuar entre els anys 1976 i 1985 amb el mateix nom i color distintiu, i en aquell moment va ser la colla número 14 del món casteller i la situada més a l'oest de la geografia castellera.
Van realitzar gairebé tots els castells de la gamma de sis pisos i l'únic castell de set que assoliren va ser el 3 de 7 carregat en la millor actuació de la història de la colla, juntament amb el 2 de 6 i el 5 de 6, a la Diada dels Brivalls l'1 de novembre del 1982. És l'única colla que hi ha hagut mai a la comarca del Priorat, on anteriorment no hi havia precedents ni tradició. Els seus millors castells són el 3 de 7, el 4 de 7 i el 2 de 6.

## Història

### Primera etapa (1976–1985)
La colla va debutar oficialment el 6 de gener del 1976, dia de Reis, quan uns cornudellencs s'agruparen per fer castells, sota la supervisió del casteller Pep Miralles, de Vilafranca del Penedès. El juliol del 1976 descarregaren el seu primer castell de sis, per Sant Cristòfol. L'any 1982 van aconseguir a casa la seva màxima fita, carregant l'únic 3 de 7 i castell de set que assoliren.
El 4 de novembre del 1979 la plaça de la Vila de Cornudella de Montsant va ser l'indret on la Colla Jove Xiquets de Tarragona actuà per primera vegada, encara sense camisa distintiva i sense nom, juntament amb la colla local dels Brivalls. Els Brivalls van ser padrins oficiosos de la Colla Jove a causa de l'amistat que tenien amb alguns dels membres fundadors. L'1 d'agost de 2004 la Colla Jove Xiquets de Tarragona tornà a actuar a Cornudella, 25 anys després d'aquella primera actuació.
Els Brivalls de Cornudella van participar en 3 edicions del concurs de castells de Tarragona. En l'edició de 1980 van quedar en 14è lloc, en descarregar el 3 de 6, el 4 de 6 amb l'agulla i el 2 de 6. En el concurs del 1982 quedaren en 18è lloc, en descarregar el 2 de 6, el 5 de 6 i el 4 de 6 amb l'agulla. Finalment, el 1984 quedaren en 16è lloc, descarregant el 2 de 6, el 3 de 6 aixecat per sota i el 5 de 6. La colla també actuà a les festes de la Candela de Valls del 1981 i al Congrés de Cultura Catalana de 1977.
La colla es va dissoldre el 1985, i el 1992 es va fer un últim intent de celebrar una diada, però amb trenta persones no va ser suficient per refer la colla.
Participació en els concursos de castells
| Resultat              |
| --------------------- |
| Descarregat (D)       |
| Carregat (C)          |
| Intent (I)            |
| Intent desmuntat (ID) |

La següent taula mostra el resultat dels castells provats per la colla en les diferents rondes de les tres edicions del concurs de castells de Tarragona en què va participar. També hi figuren els punts totals, obtinguts de la suma del resultat dels tres millors castells, i la posició que va aconseguir sobre el total de colles participants.
| Núm. | Concurs | Data                | Castells | Castells | Castells | Castells | Castells | Punts | Pos.  | Ref.   |
| Núm. | Concurs | Data                | 1a r.    | 2a r.    | 3a r.    | 4a r.    | 5a r.    | Punts | Pos.  | Ref.   |
| ---- | ------- | ------------------- | -------- | -------- | -------- | -------- | -------- | ----- | ----- | ------ |
| 1    | VIII    | 5 d'octubre de 1980 | 3de6     | 4de6a    | 2de6     | 3de7(i)  | 3de7(i)  | 400   | 14/16 | [ 10 ] |
| 2    | IX      | 3 d'octubre de 1982 | 2de6     | 5de6     | 3de7(id) | 3de7(i)  | 4de6a    | 475   | 18/20 | [ 11 ] |
| 3    | X       | 7 d'octubre de 1984 | 2de6     | 3de6ps   | Pde5(i)  | 5de6     | –        | 540   | 16/17 | [ 12 ] |

### Refundació (2012–actualitat)
L'1 de novembre del 2012, coincidint amb el trentè aniversari de la millor actuació de la colla i la consecució de l'únic castell de set carregat pels Brivalls en la diada de Tots Sants de 1982, els Amics dels Brivalls de Cornudella van organitzar una sèrie d'actes commemoratius de l'efemèride. Així, es va fer un pilar de 4 d'homenatge i altres construccions, es va inaugurar l'exposició "Brivalls de Cornudella: una dècada de castells al Priorat", que es pogué visitar fins al 4 de novembre del mateix any a la sala d'exposicions municipal i es projectà un audiovisual inèdit del 1976 i un mostrari de fotografies de la colla. La iniciativa va ser impulsada per un grup de joves del poble i va comptar amb la col·laboració de l'associació cultural Carrutxa i el suport de l'Ajuntament de Cornudella de Montsant.
D'aquesta manera, 28 anys després, la colla es torna a organitzar i es recupera la presència castellera al Priorat. El 18 de febrer del 2013, la Coordinadora de Colles Castelleres de Catalunya va admetre-la com a «colla en formació», el 23 del mateix mes van celebrar una assemblea general per presentar el projecte i el 8 de març van fer el seu primer assaig.

## Apadrinaments
Els Brivalls de Cornudella tenen dues colles padrines:
- Xiquets de Reus (2013)[14]
- Colla Jove Xiquets de Tarragona (2013)[14]